# 我ら女性の天性
『我ら女性の天性』（われらじょせいのてんせい、イタリア語: Noi donne siamo fatte così）は、1971年製作・公開、ディーノ・リージ監督のイタリア映画である。イタリア式コメディの1作、オムニバス映画である。

## 構成
1. 『労働日』 - Una giornata lavorativa
2. 『ロマンティック』 - Romantica
3. 『ママ』 - Mamma
4. 『愛の奴隷』 - Schiava d'amore
5. 『発展する世界』 - Il mondo cammina
6. 『ヴェトナム』 - Vietnam
7. 『そして主は来たりぬ』 - Et dominus venit
8. 『モーターサイクル』 - La motocicletta
9. 『工場長の気持ち』 - Cuore di padrone
10. 『天上の天使』 - L'angelo dei cieli
11. 『悩ましき女』 - L'allumeuse
12. 『コール ローマ21-21』 - Chiamate Roma 21-21

## 略歴・概要
本作は、1971年、イタリアの製作会社アポッロ・フィルムが製作を開始、ヴェネト州パドヴァ県リーメナにある会社社屋、同州トレヴィーゾ県マゼールのバルバロ荘、同州ヴィチェンツァ県ヴィチェンツァでロケーション撮影を行い、ローマ市内のディア・スタジオでセット撮影を行い、完成した。
同年9月29日、フィーダ・チネマトグラフィカの配給によってイタリア国内で公開され、フランスでは1973年8月27日に公開された。
日本では、本作は劇場公開されておらず、2011年1月現在、DVD等のビデオグラムも発売されていない。アルマンド・トロヴァヨーリの音楽を通じて、作品の存在は日本に紹介された。

## スタッフ
- プロデューサー : エドモンド・アマーティ （Edmondo Amati）、マウリツィオ・アマーティ （Maurizio Amati）
- 監督 : ディーノ・リージ
- 脚本 : アージェ＝スカルペッリ、ディーノ・リージ、エットーレ・スコラ、ロドルフォ・ソネゴ、ルチアーノ・ヴィンチェンツォーニ
- 撮影 : カルロ・ディ・パルマ
- 装飾 : ブルーノ・チェーザリ （Bruno Cesari）
- 編集 : アルベルト・ガッリッティ （Alberto Gallitti [5]）
- 助監督 : レナート・リッツート （Renato Rizzuto [6]）
- 音楽 : アルマンド・トロヴァヨーリ

## キャスト
クレジット順
- モニカ・ヴィッティ - ゾーエ / アンヌンツィアータ / テレーザ / アルベルタ / カトリーヌ / パルミーラ / アガタ / ラウラ
- カルロ・ジュッフレ （Carlo Giuffrè） - フェルディナンド（アルベルタの夫）
- エンリコ・マリア・サレールノ （Enrico Maria Salerno） - イヴァノ・ボルギ教授
- エットーレ・マンニ （Ettore Manni） - 演奏家（テレーザの夫）
- ジャン・ルージュール （Jean Rougeul） - 審査員
- ミケーレ・チマローザ （Michele Cimarosa） - アンヌンツィアータの夫
- ジャック・スタニー （Jack Stany名義、Jacques Stany [7]）
- ミシェル・バルディネ （Michel Bardinet）
- グレタ・ヴァヤン （Greta Vaillant名義、Greta Vayan）
- ルイジ・ツェルビナーティ （Luigi Zerbinati） - カトリーヌの客
- レンツォ・マリニャーノ （Renzo Marignano [8]） - 録音機をたずさえるアルベルタの客
- プーポ・デ・ルーカ （Pupo De Luca） - アルベルタの客
- フィリッポ・デ・ガーラ （Filippo De Gara） - ザザの兄弟
- ジュリアーノ・ペルシコ （Giuliano Persico） - フェルディナンド
- イレアナ・リガーノ （Ileana Rigano） - マリーナ
- クララ・コロージモ （Clara Colosimo） - ミス・トゥリーナ
- パスクァーレ・ファシアーノ （Pasquale Fasciano）
- ヴィットリオ・ヴィットーリ （Vittorio Vittori） - ミケーレ
- オラーツィオ・ストラクッツィ （Orazio Stracuzzi）
- ネッロ・アスコーリ （Nello Ascoli）
- アルド・ファリーナ （Aldo Farina）
- エットーレ・ジェリ （Ettore Geri） - 司教

ノンクレジット
- トム・フェレギー （Tom Felleghy） - フルヴィアの夫

## 関連事項
- イタリア式コメディ

## 註
1. 1 2 3 4  Noi donne siamo fatte così, インターネット・ムービー・データベース （英語）, 2011年1月19日閲覧。
2. ↑  Noi donne siamo fatte così, allmovie （英語）, 2011年1月19日閲覧。
3. ↑  ディーノ・リージ[リンク切れ]、キネマ旬報映画データベース、2011年1月19日閲覧。
4. ↑  ディノ・リージ、allcinema ONLINE, 2011年1月19日閲覧。
5. ↑  Alberto Gallitti - IMDb（英語）, 2011年1月19日閲覧。
6. ↑  Renato Rizzuto - IMDb（英語）, 2011年1月19日閲覧。
7. ↑  Jacques Stany - IMDb（英語）, 2011年1月19日閲覧。
8. ↑  Renzo Marignano - IMDb（英語）, 2011年1月19日閲覧。